# Astraspis
Astraspis (‘escut estrellat’) és un gènere extint de peixosprimitius sense mandíbules que visqué a l'Ordovicià. Aquesta espècie és l'única representant del grup dels astràspides. Els fòssils d'aquests peixos s'han trobat als Estats Units (Colorado, Arizona, Oklahoma, Wyoming) i el Canadà (Quebec); i també a l'est de Bolivia.
Està relacionat amb altres peixos ordovicians sud-americans, com Sacabambaspis i Arandaspis australià.